# Alusuisse
Alusuisse (nom porté depuis 1963 jusqu'en 1990 par l'Aluminium Industrie AG, devenue Algroup en 1998) était une entreprise suisse d'aluminium, première de sa branche en Europe. Elle produisait surtout des éléments pressés et laminés pour la fabrication d'armes, de camions et wagons, des composites, des emballages pour l'industrie alimentaire et pharmaceutique ainsi que des lingots bruts. Elle a fusionné avec Alcan en 2000.

## Historique

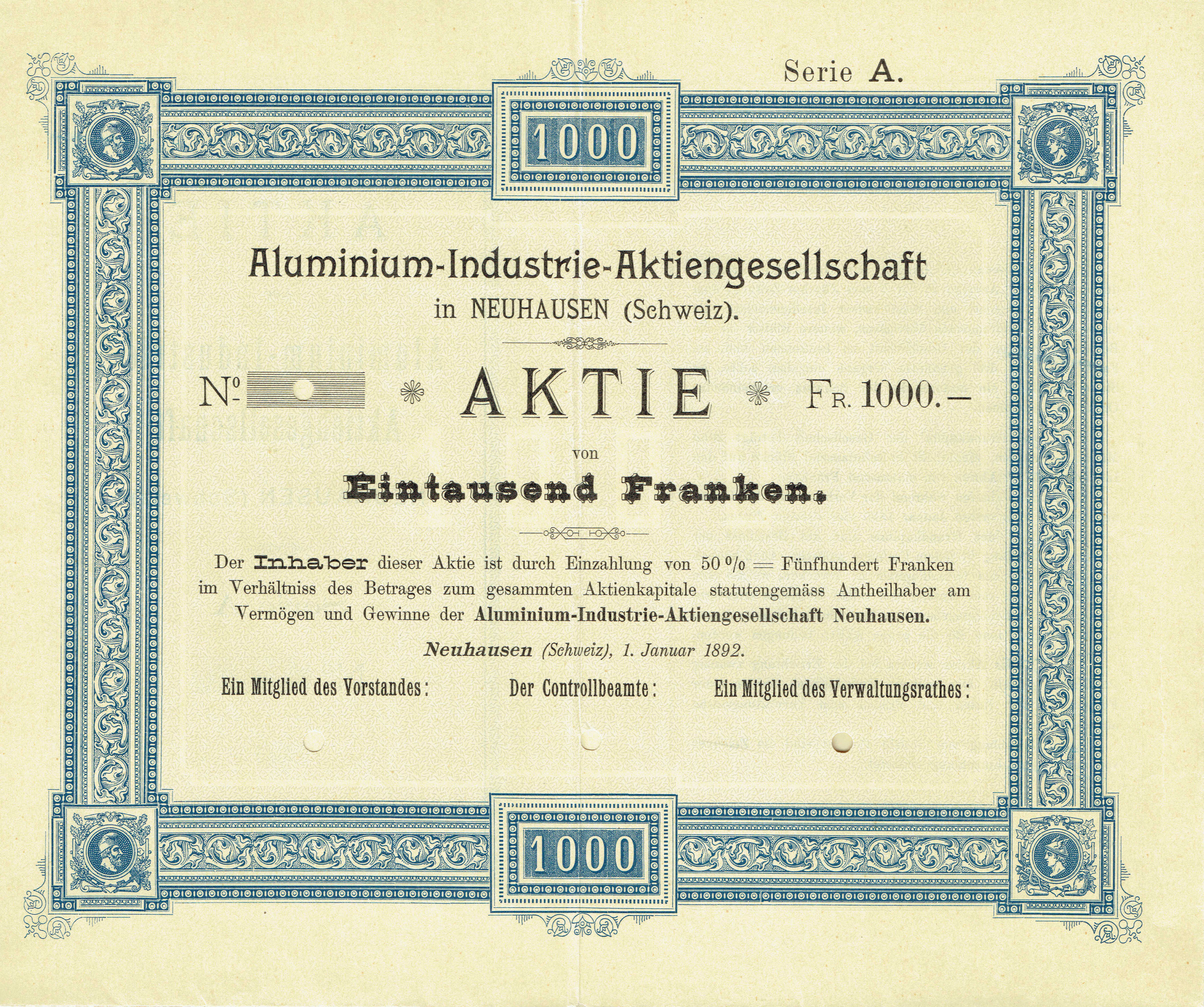
Action de l'Aluminium-Industrie-AG en date du 1 janvier 1892.

En 1887, la Société métallurgique suisse (Schweizerische Metallurgische Gesellschaft) est fondée à Zurich par Gustave Naville, Georg Neher, Peter Emil Huber et Paul-Louis-Toussaint Héroult. En 1888, la Société métallurgique suisse coopère avec la société Allgemeine Elektrizitäts-Gesellschaft pour former l'Aluminium Industrie Aktien Gesellschaft (AIAG). La même année l'entreprise met en place sa première usine à Neuhausen am Rheinfall puis à Rheinfelden (1898) et à Lend (1899).
Dès 1900, l'AIAG s'intéresse au Valais (canton riche en houille blanche et où la main-d'œuvre était alors bon marché). Elle achète ainsi en 1905 les concessions des eaux de la Navizence et fait construire une usine à Chippis. L'entreprise profitera par la suite de la situation géographique du Valais pour augmenter sa production électrique en développant des centrales à la Souste (1911), à Bramois (1914), à Tourtemagne (1924), à Oberems (1926) et à Mörel (1942).
Le 13 juillet 1908, c'est l'allumage des premiers fours pour la fabrication de l'aluminium à Chippis. En 1929, l'AIAG inaugure les usines de laminage et de presse de Sierre.
En 1944, l'usine de Neuhausen am Rheinfall est désaffectée et devient un centre de recherches. Dans les années 1950, l'AIAG construit l'usine d'Ernen et acquiert 30 % des forces du barrage de Moiry.
En 1962, l'AIAG inaugure l'usine de Steg en Valais. En 1963 l'AIAG prend le nom d'Alusuisse (Schweizeriche Aluminium, Aluminium suisse).
En 1973, Alusuisse absorbe Lonza de Gampel. En 1990, naît la holding Alusuisse-Lonza Group.
En 1997, Alusuisse-Lonza Group employait environ 31 000 personnes, dont 5 800 en Suisse (chiffre d'affaires : 8 873 millions de francs, bénéfice net 466 millions), dans les trois divisions : emballages (Lawson Mardon), aluminium (Alusuisse) et chimie (Lonza). En 1998, Alusuisse-Lonza Group prend le nom d'« Algroup ».
À la suite de la proposition de fusion à trois entre Alcan, Algroup et Pechiney (qui sera finalement refusée par la commission de la concurrence), le conseil d’administration d'Algroup propose le 11 août 1999, la séparation des activités chimie, savon et énergie (Lonza) de celle des activités aluminium et emballage (Alusuisse). Le 18 octobre 1999, l’assemblée générale extraordinaire d’Algroup approuve la séparation.
En 2000, Algroup fusionne avec Alcan pour devenir Alcan Aluminum Valais. En 2005 Le secteur Automobile du groupe des produits laminées se détache d'Alcan pour devenir Novelis. tandis que la filiale Alcan EP devient Constellium en 2011.

### Implantations
| \| Chippis · Martigny · Neuhausen am Rheinfall · Rheinfelden (Baden) · Sierre · Steg \| Implantations d'Alusuisse. |
| Chippis · Martigny · Neuhausen am Rheinfall · Rheinfelden (Baden) · Sierre · Steg                                  |

- Chippis (1905-1993).
- Lend  (depuis 1899) au sein de la filiale Salzburger Aluminium (de), devenu indépendant en 1992.
- Martigny (1906-1918), devenu Aluminium Martigny SA[3] et fermée en 2001.
- Neuhausen am Rheinfall (1888-1944).
- Rheinfelden  (depuis 1898) au sein de la filiale Aluminium Rheinfelden (de), devenu indépendant en 1993.
- Saint-Louis-les-Aygalades  (1893-1973)[4].
- Sierre (depuis 1929), partagée actuellement par Constellium et Novelis[5].
- Steg (1962-2006).